# Jason Siggers
Jason Siggers, né le 24 août 1985, à Dallas, au Texas, est un joueur américain de basket-ball. Il évolue aux postes d'arrière et d'ailier.

## Biographie
Jason Siggers joue pour la première fois en France en 2009 pour Lille MBC qui vient d'accéder à la ProB. Dès cette première saison il participe aux phases finales de la division.
Il rejoint dès la saison suivante le SPO Rouen (qui évolue en ProB et joue encore à la salle des Cotonniers), pour deux saisons, avant de revenir au LMBC pour une année supplémentaire.
C'est en 2013, quand la SIG Strasbourg vient disputer un tour de coupe de France à Lille que Vincent Collet le repère et l'engage à la fin de la saison régulière afin de disputer les phases finales de ProA.
Il rejoint ensuite le Boulazac BD pour une saison.
En juillet 2014, Siggers signe un contrat avec Saint-Quentin Basket-Ball, club de seconde division.
Il passe trois saisons en Israël de 2015 à 2018, deux avec l'Hapoel Gilboa Galil puis une près de Tel-Aviv avec le Maccabi Rishon LeZion.
En décembre 2018 il s'envole pour la Corée-du-Sud afin de jouer avec l'équipe des Goyang Orions.

## Palmarès
- Meilleur marqueur du championnat de France de Pro B 2011-2012
- Finaliste du Championnat de France de Pro A 2013 avec Strasbourg